# Маяк (Покровський район)
Маяк — селище Шахівської сільської громаді Покровського району Донецької області, в Україні. Населення становить 274 особи (станом на 2001 рік).

## Історія
27 липня 2015 року в село ввійшло до складу новоствореної Шахівської сільської громади.

## Географія
| Клімат Маяка            | Клімат Маяка | Клімат Маяка | Клімат Маяка | Клімат Маяка | Клімат Маяка | Клімат Маяка | Клімат Маяка | Клімат Маяка | Клімат Маяка | Клімат Маяка | Клімат Маяка | Клімат Маяка | Клімат Маяка |
| Показник                | Січ.         | Лют.         | Бер.         | Квіт.        | Трав.        | Черв.        | Лип.         | Серп.        | Вер.         | Жовт.        | Лист.        | Груд.        | Рік          |
| Середній максимум, °C   | −2,5         | −1,7         | 3,4          | 14,1         | 21,3         | 25,1         | 26,8         | 26,3         | 20,5         | 12,7         | 5,0          | 0,3          | 12,6         |
| Середня температура, °C | −5,5         | −4,9         | 0,1          | 9,5          | 16,2         | 20,0         | 21,7         | 21,1         | 15,6         | 8,7          | 2,2          | −2,2         | 8,5          |
| Середній мінімум, °C    | −8,5         | −8           | −3,2         | 4,9          | 11,1         | 14,9         | 16,7         | 15,9         | 10,8         | 4,7          | −0,6         | −4,7         | 4,5          |
| Норма опадів, мм        | 46           | 35           | 30           | 39           | 45           | 60           | 52           | 40           | 41           | 29           | 43           | 48           | 508          |
| ----------------------- | ------------ | ------------ | ------------ | ------------ | ------------ | ------------ | ------------ | ------------ | ------------ | ------------ | ------------ | ------------ | ------------ |
| Джерело:                |              |              |              |              |              |              |              |              |              |              |              |              |              |

## Населення
Станом на 1989 рік у селищі проживали 258 осіб, серед них — 142 чоловіки і 116 жінок.
За даними перепису населення 2001 року у селищі проживали 274 особи. Рідною мовою назвали:
| Мова       | Кількість осіб | Відсоток |
| ---------- | -------------- | -------- |
| українська | 228            | 83,21 %  |
| російська  | 37             | 13,50 %  |
| вірменська | 4              | 1,46 %   |
| молдовська | 3              | 1,09 %   |
| білоруська | 1              | 0,36 %   |
| інші       | 1              | 0,38 %   |

## Пам'ятки
- Курган[d] (доба бронзи);
- Курган[d] (доба бронзи);
- Курган[d] (доба бронзи);

## Жертви сталінських репресій
- Олійников Карпо Савелійович, 1897 року народження, с. Олено-Катеринівка Добропільського району Донецької області, українець, освіта початкова, безпартійний. Проживав: х. Берестовий Добропільського району Донецької області. Робітник радгоспу «Маяк». Заарештований 19 грудня 1937 року. Засуджений трійкою УНКВС по Донецькій області до розстрілу з конфіскацією майна. Даних про виконання вироку немає. Реабілітований у 1960 році.[7]